# مونيكا روزا
مونيكا روزا (بالبرتغالية: Mónica Rosa‏) هي عداءة مراثونية برتغالية، ولدت في 5 مايو 1978.

## وصلات خارجية
- مونيكا روزا على موقع الاتحاد الدولي لألعاب القوى (الإنجليزية)
- مونيكا روزا على موقع الاتحاد الأوروبي لألعاب القوى (الإنجليزية)
- مونيكا روزا على موقع رابطة إحصائيات سباق الطريق (الإنجليزية)